# 패니 임레이

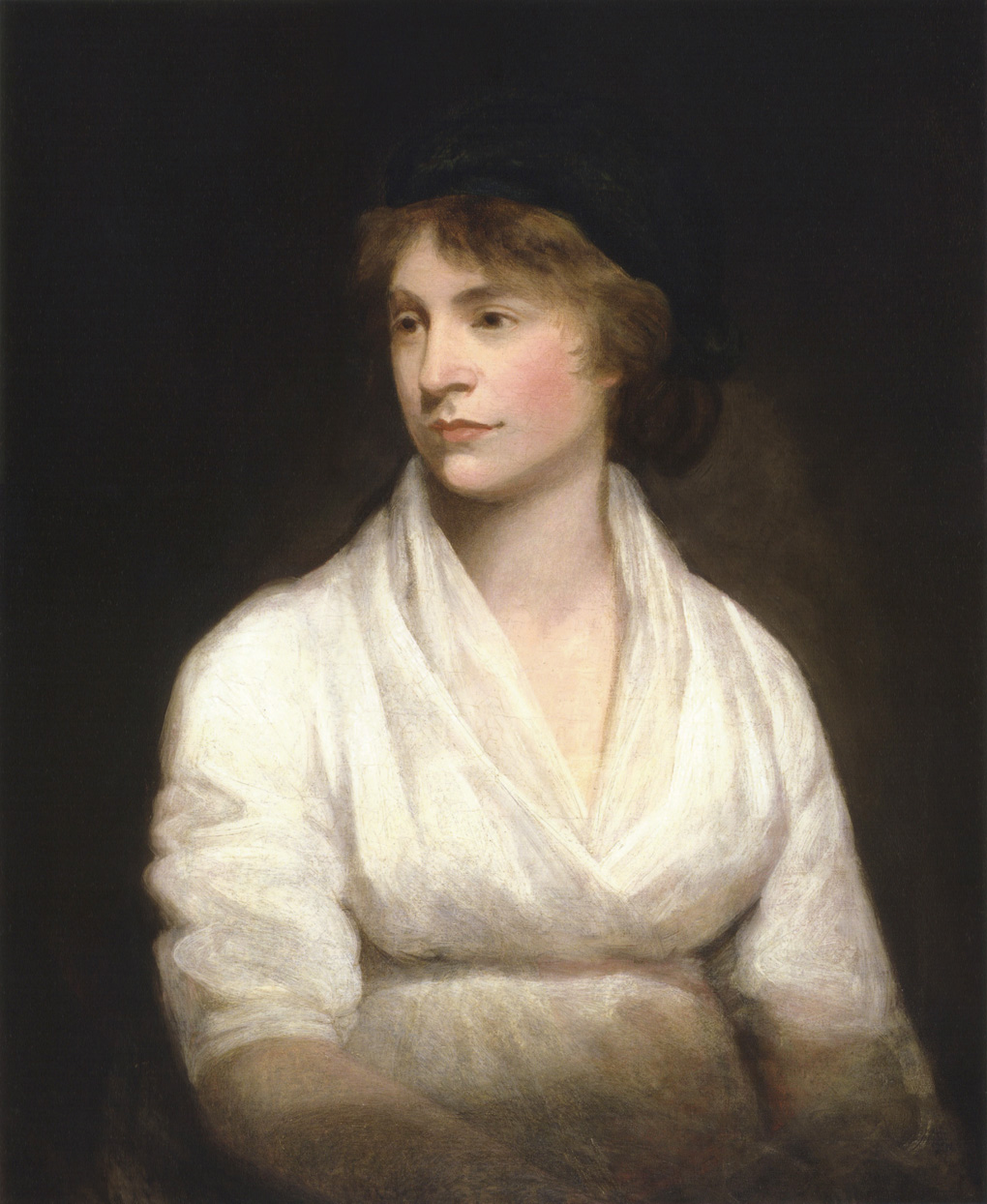
메리 울스턴크래프트 (1797년 경)

패니 임레이(Fanny Imlay, 1794년 5월 14일 ~ 1816년 10월 9일, 다른 이름: Fanny Godwin, Frances Wollstonecraft)는 영국의 페미니스트 메리 울스턴크래프트와 미국의 상업 투기꾼이자 외교관인 길버트 임레이(Gilbert Imlay)의 사생아였다. 그는 이후 작품에서 자신에 대해 자주 썼다. 패니는 어머니의 홀아비인 무정부주의 정치 철학자 윌리엄 고드윈과 그의 두 번째 부인 메리 제인 클레어몬트(Mary Jane Clairmont), 그리고 다섯 자녀를 둔 가족과 함께 자랐다. 패니의 이복 여동생 메리는 자라서 프랑켄슈타인을 썼고 패니의 죽음에 대한 시를 작곡한 선도적인 낭만주의 시인 퍼시 비시 셸리와 결혼했다.
길버트 임레이와 메리 울스턴크래프트는 패니 탄생 전후의 짧은 기간 동안 행복하게 함께 살았지만 혁명 중에 울스턴크래프트를 프랑스로 떠났다. 두 사람의 관계를 되살리기 위해 울스턴크래프트는 한 살배기 패니를 데리고 그를 위해 사업상 스칸디나비아로 여행을 떠났지만 관계는 결코 다시 시작되지 않았다. 고드윈과 사랑에 빠져 결혼한 후, 울스턴크래프트는 1797년 출산 직후 사망했고, 세 살배기 패니와 새로 태어난 딸 메리를 고드윈의 손에 맡겼다.